# Palmira, Medellín
Palmira är en ort i Mexiko.   Den ligger i kommunen Medellín och delstaten Veracruz, i den sydöstra delen av landet, 300 km öster om huvudstaden Mexico City. Palmira ligger 44 meter över havet och antalet invånare är 356.
Terrängen runt Palmira är platt. Runt Palmira är det ganska glesbefolkat, med 48 invånare per kvadratkilometer. Närmaste större samhälle är Veracruz, 15,0 km nordost om Palmira. Omgivningarna runt Palmira är en mosaik av jordbruksmark och naturlig växtlighet.